# Samuraj
Samuraji so bili bojevniki iz višjih družbenih slojev srednjeveške in zgodnje moderne Japonske. Samuraji, ki so izgubili svojega gospodarja (bodisi je umrl, bodisi jih je pregnal), so postali ronini.
Znan samuraj, in tudi prvi borec s katano in vakizašijem je Mijamoto Musaši.